# Julien Robert
Julien Robert (Grenoble, 11 december 1974) is een Franse biatleet.
Julien Robert behaalde zijn voornaamste prestaties tijdens estafettewedstrijden. Individueel komt hij nauwelijks tot top-10 noteringen, laat staan podiumplaatsen. Hij heeft individueel dan ook geen noemenswaardige resultaten geboekt.
In de estafette daarentegen nam hij in 2001 deel aan de WK biatlon in het Sloveense Pokljuka en werd daar meteen wereldkampioen. Deze prestatie werd een jaar later gevolgd door een bronzen medaille op de Olympische Winterspelen 2002. Een tweede bronzen medaille bleek makkelijker haalbaar dan een tweede gouden en in 2004 tijdens het WK in Oberhof was het dan ook opnieuw raak toen de Franse estafetteploeg wederom derde werd. Ook tijdens de Olympische Winterspelen 2006 in Turijn was brons het hoogst haalbare. Samen met Vincent Defrasne, Ferreol Cannard en Raphaël Poirée versloegen de Fransen Zweden met een miniem verschil op de eindstreep, een fotofinish was nodig om de uiteindelijke beslissing vast te stellen.
Robert trouwde in 2000 met Florence Baverel-Robert.